# Pogi Team Gusto Ljubljana
Il Pogi Team Gusto Ljubljana, già Radenska e Ljubljana Gusto Santic, è una squadra maschile slovena di ciclismo su strada. Ha licenza di Continental Team, e costituisce l'emanazione Elite/Under-23 della società ciclistica Kolesarsko Društvo Rog, fondata nel 1949 a Lubiana. Dal 2018 è sponsorizzata dall'azienda taiwanese di telai Gusto e dal 2025 porta nella denominazione il soprannome ("Pogi") di Tadej Pogačar, campione attivo nel team nel biennio 2017-2018.
Nelle stagioni di attività i ciclisti del team hanno ottenuto numerosi successi in prove continentali UCI di classe .1 e .2, come anche in gare per Under-23. Oltre a Pogačar, hanno vestito la maglia Radenska/Rog/Ljubljana altri ciclisti poi passati al World Tour come Robert Vrečer, Luka Mezgec, Jan Tratnik, Jan Polanc e Luka Pibernik.

## Cronistoria

### Annuario
| Anno | Codice | Nome                        | Cat.    | Biciclette       | Dirigenza                                                                                         |
| ---- | ------ | --------------------------- | ------- | ---------------- | ------------------------------------------------------------------------------------------------- |
| 1996 |        | KD Rog Ljubljana            | Elite 2 |                  | -                                                                                                 |
| 1997 |        | KD Rog Ljubljana            | Elite 2 |                  | -                                                                                                 |
| 1998 |        | Perutnina Ptuj Radenska Rog | Elite 2 |                  | -                                                                                                 |
| 1999 |        | Perutnina Ptuj Radenska Rog | Elite 2 |                  | -                                                                                                 |
| 2000 |        | Perutnina Ptuj Radenska Rog | Elite 2 |                  | -                                                                                                 |
| 2001 |        | Radenska Rog                | Elite 2 |                  | -                                                                                                 |
| 2002 |        | Radenska Rog                | Elite 2 |                  | -                                                                                                 |
| 2003 |        | Radenska Rog                | Elite 2 |                  | -                                                                                                 |
| 2004 |        | Radenska Rog                | Elite 2 |                  | -                                                                                                 |
| 2005 | RAR    | Radenska Rog                | CT      |                  | -                                                                                                 |
| 2006 | RAR    | Radenska Powerbar           | CT      |                  | Manager: Gorazd Penko Dir. sportivi: Matjaž Zanoškar                                              |
| 2007 | RAR    | Radenska Powerbar           | CT      |                  | Manager: Gorazd Penko Dir. sportivi: Andrej Hauptman, Matjaž Zanoškar                             |
| 2008 | RAR    | Radenska KD Financial Point | CT      | Scott            | Manager: Gorazd Penko Dir. sportivi: Andrej Cimprič                                               |
| 2009 | RAR    | Radenska KD Financial Point | CT      | Scott            | Manager: Tomaž Blagotinšek Dir. sportivi: Andrej Hauptman, Joze Regina                            |
| 2010 | RAR    | Zheroquadro Radenska        | CT      | Zheroquadro      | Manager: Milan Hojnik Dir. sportivi: Andrej Hauptman, Andrea Blardone, Matija Kotnik, Joze Regina |
| 2011 | RAR    | Radenska                    | CT      | Wilier Triestina | Manager: Milan Hojnik Dir. sportivi: Andrej Hauptman, Marko Polanc, Joze Regina                   |
| 2012 | RAR    | Radenska                    | CT      | Wilier Triestina | Manager: Milan Hojnik Dir. sportivi: Andrej Hauptman, Marko Polanc, Joze Regina                   |
| 2013 | RAR    | Radenska                    | CT      | Wilier Triestina | Manager: Aleks Stakul Dir. sportivi: Andrej Hauptman, Marko Polanc, Joze Regina                   |
| 2014 | RAR    | Radenska                    | CT      | Wilier Triestina | Manager: Marko Polanc Dir. sportivi: Andrej Hauptman, Alberto Di Lorenzo                          |
| 2015 | RAR    | Radenska Ljubljana          | CT      | Kuota            | Manager: Marko Polanc Dir. sportivi: Marko Polanc, Alberto Di Lorenzo                             |
| 2016 | RAR    | Radenska Ljubljana          | CT      | Kuota            | Manager: Marko Polanc Dir. sportivi: Marko Polanc, Lucio Caldo                                    |
| 2017 | ROG    | Rog-Ljubljana               | CT      | Scott            | Manager: Marko Polanc Dir. sportivi: Marko Polanc, Lucio Caldo                                    |
| 2018 | LJU    | Ljubljana Gusto Santic      | CT      | Gusto            | Manager: Aleks Stakul Dir. sportivi: Marko Polanc, Lucio Caldo, Tomaž Poljanec                    |
| 2019 | LGS    | Ljubljana Gusto Santic      | CT      | Gusto            | Manager: Tomaž Poljanec Dir. sportivi: Luka Zele, Lucio Caldo, Miha Koncilija, Tomaž Poljanec     |
| 2020 | LGS    | Ljubljana Gusto Santic      | CT      | Gusto            | Manager: Tomaž Poljanec Dir. sportivi: Luka Zele, Lucio Caldo, Miha Koncilija, Tomaž Poljanec     |
| 2021 | LGS    | Ljubljana Gusto Santic      | CT      | Gusto            | Manager: Tomaž Poljanec Dir. sportivi: Luka Zele, Miha Koncilija, Tomaž Poljanec                  |
| 2022 | LGS    | Ljubljana Gusto Santic      | CT      | Gusto            | Manager: Tomaž Poljanec Dir. sportivi: Luka Zele, Borut Božič, Miha Koncilija, Tomaž Poljanec     |
| 2023 | LGS    | Ljubljana Gusto Santic      | CT      | Gusto            | Manager: Tomaž Poljanec Dir. sportivi: Luka Zele, Miha Koncilija, Luka Pibernik, Tomaž Poljanec   |
| 2024 | LGS    | Ljubljana Gusto Santic      | CT      | Gusto            | Manager: Tomaž Poljanec Dir. sportivi: Luka Pibernik, Miha Koncilija, Tomaž Poljanec, Luka Zele   |
| 2025 | PGL    | Pogi Team Gusto Ljubljana   | CT      | Gusto            | Manager: Tomaž Poljanec Dir. sportivi: Luka Pibernik, Miha Koncilija, Tomaž Poljanec, Luka Zele   |

## Organico 2025
Aggiornato al 18 gennaio 2025.

### Staff tecnico
|  | Naz.                | Ruolo  | Sportivo       |  |  |  |
|  | ------------------- | ------ | -------------- |  |  |  |
|  | Slovenia (bandiera) | GM, DS | Tomaž Poljanec |  |  |  |
|  | Slovenia (bandiera) | DS     | Luka Pibernik  |  |  |  |
|  | Slovenia (bandiera) | DS     | Miha Koncilija |  |  |  |
|  | Slovenia (bandiera) | DS     | Luka Zele      |  |  |  |

### Rosa
|  | Naz.                 |  | Sportivo          | Anno |  |  |
|  | -------------------- |  | ----------------- | ---- |  |  |
|  | Slovenia (bandiera)  |  | Jakob Ahlin       | 2006 |  |  |
|  | Australia (bandiera) |  | Alex Eaves        | 2006 |  |  |
|  | Croazia (bandiera)   |  | Nicolas Gojković  | 2004 |  |  |
|  | Slovenia (bandiera)  |  | Natan Gregorčič   | 2004 |  |  |
|  | Slovenia (bandiera)  |  | Tine Jenko        | 2006 |  |  |
|  | Slovenia (bandiera)  |  | Gašper Kokalj     | 2005 |  |  |
|  | Taiwan (bandiera)    |  | Li Ting Wei       | 2001 |  |  |
|  | Slovenia (bandiera)  |  | Jure Medved       | 2006 |  |  |
|  | Slovenia (bandiera)  |  | Domen Oblak       | 2005 |  |  |
|  | Croazia (bandiera)   |  | Ian Peran         | 2005 |  |  |
|  | Slovenia (bandiera)  |  | Jon Pritržnik     | 2006 |  |  |
|  | Australia (bandiera) |  | Oliver Sims       | 2006 |  |  |
|  | Slovenia (bandiera)  |  | Mihael Štajnar    | 2000 |  |  |
|  | Slovenia (bandiera)  |  | Dan Andrej Tomšič | 2003 |  |  |
|  | Slovenia (bandiera)  |  | Taj Žagar         | 2006 |  |  |